# Calcio ai Giochi della XXVII Olimpiade
Il torneo di calcio della XXVII Olimpiade fu il ventiduesimo torneo olimpico. Si svolse dal 13 al 30 settembre 2000 in cinque città (Sydney, Canberra, Adelaide, Brisbane e Melbourne).
Il torneo maschile fu vinto per la prima volta dal Camerun, mentre quello femminile fu vinto per la prima volta dalla Norvegia.

## Squadre partecipanti

### Torneo maschile
Nota bene: nella tabella sottostante si tengono conto solo delle partecipazioni e dei piazzamenti ottenuti dalle nazionali olimpiche.
| Squadre       | Confederazione | Data di qualificazione certa | Motivo della partecipazione                                          | Ultima apparizione | Miglior risultato                                                   |
| ------------- | -------------- | ---------------------------- | -------------------------------------------------------------------- | ------------------ | ------------------------------------------------------------------- |
| Australia     | OFC            | 24 settembre 1993            | Rappresentativa nazionale del paese organizzatore                    | Atlanta 1996       | Quarto posto (Barcellona 1992)                                      |
| Brasile       | CONMEBOL       | -                            | 1º classificato nel gruppo unico della fase finale di qualificazione | Atlanta 1996       | Argento (Los Angeles 1984 e Seul 1988)                              |
| Camerun       | CAF            | -                            | 1º classificato nel gruppo 2 del secondo turno di qualificazione     | Los Angeles 1984   | Primo turno (Los Angeles 1984)                                      |
| Cile          | CONMEBOL       | -                            | 2º classificato nel gruppo unico della fase finale di qualificazione | Los Angeles 1984   | Quarti di finale (Los Angeles 1984)                                 |
| Corea del Sud | AFC            | -                            | 1ª classificata nel gruppo B del secondo turno                       | Atlanta 1996       | Primo turno (Tokyo 1964, Seul 1988, Barcellona 1992 e Atlanta 1996) |
| Giappone      | AFC            | -                            | 1º classificato nel gruppo C del secondo turno                       | Atlanta 1996       | Bronzo (Città del Messico 1968)                                     |
| Honduras      | CONCACAF       | -                            | Finalista del secondo turno di qualificazione                        | Esordiente         | -                                                                   |
| Italia        | UEFA           | -                            | Vincitrice del campionato europeo Under-21                           | Atlanta 1996       | Quarto posto (Roma 1960, Los Angeles 1984 e Seul 1988)              |
| Kuwait        | AFC            | -                            | 1º classificato nel gruppo A del secondo turno                       | Barcellona 1992    | Quarti di finale (Mosca 1980)                                       |
| Marocco       | CAF            | -                            | 1º classificato nel gruppo 3 del secondo turno di qualificazione     | Barcellona 1992    | Secondo turno (Monaco di Baviera 1972)                              |
| Nigeria       | CAF            | -                            | 1ª classificata nel gruppo 1 del secondo turno di qualificazione     | Atlanta 1996       | Oro (Atlanta 1996)                                                  |
| Rep. Ceca     | UEFA           | -                            | Finalista del campionato europeo Under-21                            | Esordiente         | -                                                                   |
| Slovacchia    | UEFA           | -                            | 4ª classificata del campionato europeo Under-21                      | Esordiente         | -                                                                   |
| Spagna        | UEFA           | -                            | 3ª classificata del campionato europeo Under-21                      | Atlanta 1996       | Oro (Barcellona 1992)                                               |
| Stati Uniti   | CONCACAF       | -                            | Vincitore del secondo turno di qualificazione                        | Atlanta 1996       | Quarti di finale (Melbourne 1956)                                   |
| Sudafrica     | CAF            | -                            | Vincitore dello spareggio intercontinentale                          | Esordiente         | -                                                                   |

### Torneo femminile
| Squadre     | Confederazione | Data di qualificazione certa | Motivo della partecipazione                              | Ultima apparizione | Miglior risultato           |
| ----------- | -------------- | ---------------------------- | -------------------------------------------------------- | ------------------ | --------------------------- |
| Australia   | OFC            | 24 settembre 1993            | Rappresentativa nazionale del paese organizzatore        | Esordiente         | -                           |
| Brasile     | CONMEBOL       | -                            | 3º classificato nel campionato mondiale                  | Atlanta 1996       | Quarto posto (Atlanta 1996) |
| Cina        | AFC            | -                            | 2ª classificata nel campionato mondiale                  | Atlanta 1996       | Argento (Atlanta 1996)      |
| Germania    | UEFA           | -                            | Seconda miglior quarti finalista del campionato mondiale | Atlanta 1996       | Primo turno (Atlanta 1996)  |
| Nigeria     | CAF            | -                            | Miglior quarti finalista del campionato mondiale         | Esordiente         | -                           |
| Norvegia    | UEFA           | -                            | Vincitrice del campionato mondiale                       | Atlanta 1996       | Bronzo (Atlanta 1996)       |
| Stati Uniti | CONCACAF       | -                            | 4º classificato nel campionato mondiale                  | Atlanta 1996       | Oro (Atlanta 1996)          |
| Svezia      | UEFA           | -                            | Terza miglior quarti finalista del campionato mondiale   | Atlanta 1996       | Primo turno (Atlanta 1996)  |

## Stadi
| Città     | Stadio                   | Capacità |
| --------- | ------------------------ | -------- |
| Sydney    | Stadium Australia        | 83.500   |
| Sydney    | Sydney Football Stadium  | 45.500   |
| Canberra  | Bruce Stadium            | 24.647   |
| Adelaide  | Hindmarsh Stadium        | 20.000   |
| Brisbane  | Brisbane Cricket Ground  | 42.000   |
| Melbourne | Melbourne Cricket Ground | 100.000  |

## Arbitri

### Torneo maschile
- Stéphane Bré
- Mourad Daami
- Herbert Fandel
- Bruce Grimshaw
- Jun Lu
- Saad Mane
- Simon Micallef

- Ľuboš Micheľ
- Falla N'Doye
- Peter Prendergast
- Felipe Ramos Rizo
- Mario Sánchez
- Carlos Simon
- Felix Tangawarima

### Torneo femminile
- Bola Abidoye
- Sonia Denoncourt
- Sandra Hunt
- Im Eun-Ju
- Vibeke Karlsen

- Tammy Ogsten
- Nicole Petignat
- Wendy Toms
- Martha Toro

## Formato

### Torneo maschile
Le sedici squadre vennero divise in quattro gironi all'italiana di quattro squadre ciascuno.
Le prime due classificate di ogni girone si sarebbero qualificate per la fase ad eliminazione diretta, composta da quarti di finale, semifinali, finale per il 3º posto e per il 1º posto.

### Torneo femminile
Le otto squadre vennero divise in due gironi all'italiana di quattro squadre ciascuno.
Le prime due classificate di ogni girone si sarebbero qualificate per la fase ad eliminazione diretta, composta da semifinali, finale per il 3º posto e per il 1º posto.

## Podio

### Torneo maschile
| 2º posto Spagna | Campione olimpico di calcio maschile Camerun 1º titolo | 3º posto Cile |

### Torneo femminile
| 2º posto Stati Uniti | Campione olimpico di calcio femminile Norvegia 1º titolo | 3º posto Germania |

## Marcatori

### Torneo maschile
| Pos | Giocatore        | Gol |
| --- | ---------------- | --- |
| 1   | Iván Zamorano    | 6   |
| 2   | Patrick Mboma    | 4   |
| -   | Reinaldo Navia   | 4   |
| -   | David Suazo      | 4   |
| 5   | Victor Agali     | 3   |
| -   | Gabri            | 3   |
| -   | José Mari        | 3   |
| -   | Lauren           | 3   |
| -   | Naohiro Takahara | 3   |
| -   | Peter Vagenas    | 3   |
| 11  | 11 giocatori     | 2   |
| 22  | 42 giocatori     | 1   |

### Torneo femminile
| Pos | Giocatore        | Gol |
| --- | ---------------- | --- |
| 1   | Sun Wen          | 4   |
| 2   | Tiffany Milbrett | 3   |
| -   | Birgit Prinz     | 3   |
| 4   | 7 giocatrici     | 2   |
| 11  | 17 giocatrici    | 1   |